# Света Богородица (Горно село)
„Света Богородица“ (на македонска литературна норма: „Света Богородица“) е православна възрожденска църква в прилепското Горно село, Северна Македония. Църквата е под управлението на Преспанско-Пелагонийската епархия на Македонската православна църква.
Църквата е гробищен храм, разположен южно от селото. Издигната е в 1890 година според ктиторския надпис от майсторите Перо, Ристе и Атанас. Представлява еднокорабна сграда, с полукръгла апсида на източната страна, която отвън е разчленена на седем плитки ниши. На западната страна има галерия на кат.